# Giacomo Martorelli
Giacomo Orazio Martorelli (Napoli, 10 gennaio 1699 – Napoli, 21 novembre 1777) è stato un filologo italiano.

## Biografia
Giacomo Martorelli nacque a Napoli il 10 gennaio 1699; accolto nel seminario, vi studiò con passione il latino, il greco e l'ebraico, poi fu a Roma segretario dei Brevi. Insegnò greco all'Università di Napoli, dal 1738, e divenne ordinario nel 1745. Morì a Napoli il 21 novembre 1777.

## Opere
Giacomo Martorelli ebbe fervido ingegno e cultura, per quel tempo, mirabile; ma sconfinò nell'archeologia, disciplina in cui non aveva seria preparazione. Sostenne che a Napoli erano venute successivamente colonie di Fenici, di Eubei (donde i ravvicinamenti di Napoli con Omero, che sarebbe nativo di Cuma euboica) e di Attici. La sua fama è però legata all'interpretazione data a un reperto archeologico, che ritenne essere stato un calamaio con inchiostro, del tempo di Augusto: a tale proposito tessé una curiosa genealogia dell'inchiostro e del calamaio nell'antichità.
Scrisse tra l'altro:
- De regia theca calamaria... (voll. 2, Napoli 1756);
- Oratio habita III a. d. non. nov. anni 1741 in Regia Academia (Napoli 1760);
- Ἀπολογούμενα pro graeco epigrammate latine converso (Napoli 1759);
- Delle antiche colonie ricevute in Napoli (sotto il nome del suo mecenate Vargas Maciucca, Napoli 1764, 1765, 1778). Winckelmann fu entusiasta dell'opera dell'erudito napoletano: «L'opera vostra, scrisse al Martorelli, è di quelle che ferent omne saeculum. io l'ho Ietta, riletta, e la tornerò a leggere, quando mi verrà restituita. Omero medesimo vi caverebbe la berretta se potesse tornare in vita. Credetemi l'opera vostra è tra le poche del nostro secolo alle quali porto invidia.»